# Wake (atol)

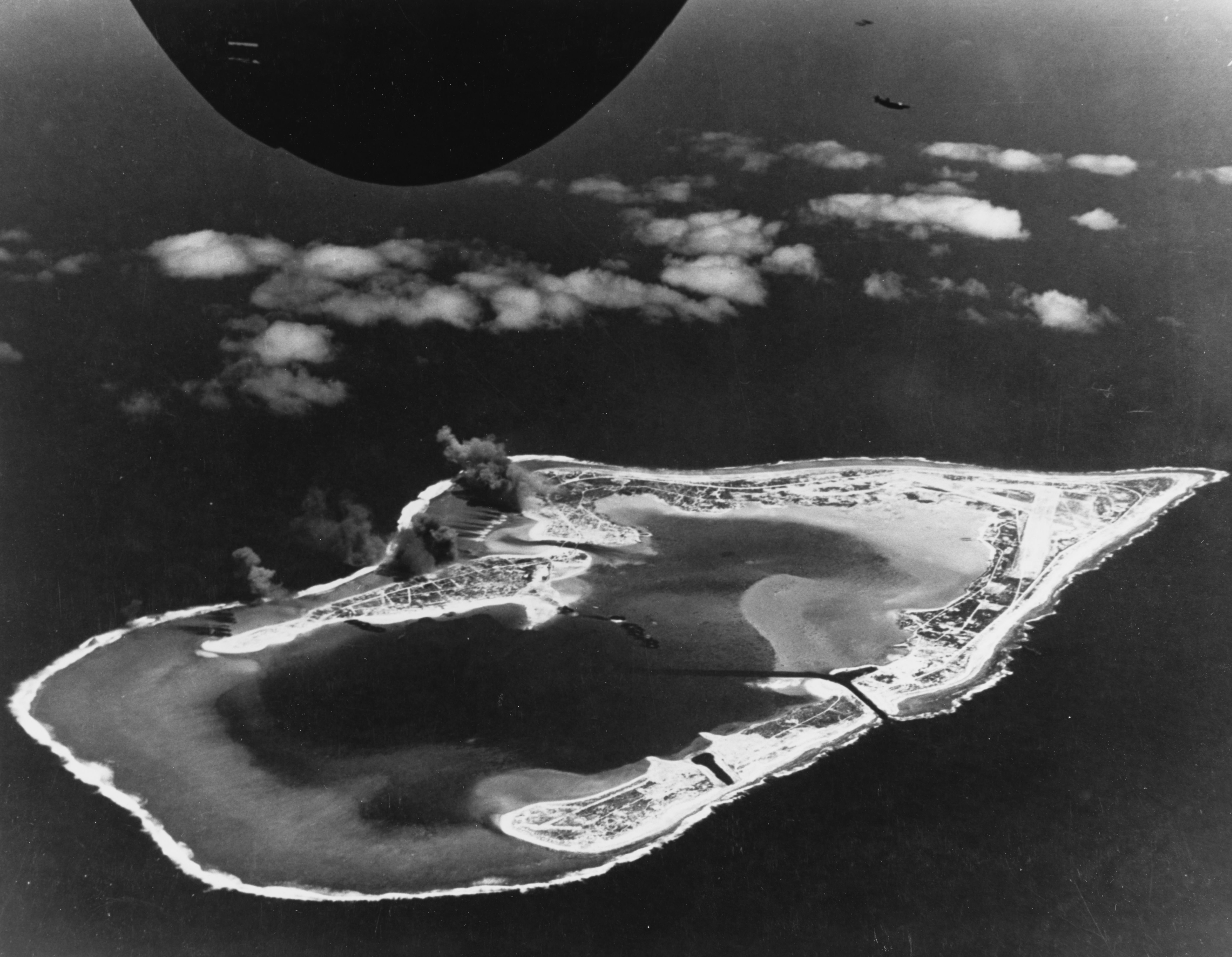
Bombardování ostrova americkým letectvem 23. března 1944. Foceno z paluby letounu Consolidated B-24 Liberator.

Wake je korálový atol v severní části Tichého oceánu mezi Havajskými ostrovy a ostrovem Guam. Jde o součást tzv. Území USA a v rámci nich nezačleněné území (unincorporated territory) a území bez ustavujícího aktu Kongresu (unorganized territory). Území si nárokují i Marshallovy ostrovy. Wake je také jméno největšího ostrova atolu.
Během druhé světové války (od 23. prosince 1941) byl atol obsazen Japonskem. Přístup na ostrov je omezený (například přistát na letišti je možno jen v případě nouze) a všechny aktivity řídí Letectvo Spojených států, armáda USA, a Chugach McKinley, Inc., soukromá firma provozující a obsluhující leteckou a raketovou základnu, nacházející se na ostrovech.
Přestože se Wake oficiálně označuje jako „ostrov“, je to ve skutečnosti atol složený ze tří ostrovů (Wake, Wilkes a Peale) okolo centrální laguny. Největší ostrov Wake je střediskem veškerého dění  a má 3 000 m dlouhou leteckou dráhu.
Na ostrovy vznesla nárok republika Marshallovy ostrovy.

## Data
- souřadnice: 19°17′N 166°36′E
- rozloha: 2,5 mi² (6,5 km²)
- pobřežní čára: 12,0 mi (19,3 km)
- podnebí: tropické